# Riedisheim
Riedisheim – miejscowość i gmina we Francji, w regionie Grand Est, w departamencie Górny Ren.
Według danych na rok 1990 gminę zamieszkiwało 11 868 osób, 1705 os./km².